# Mukigezi
Mukigezi är ett vattendrag i Burundi.   Det ligger i provinsen Gitega, i den centrala delen av landet, 60 km öster om huvudstaden Bujumbura.
Omgivningarna runt Mukigezi är en mosaik av jordbruksmark och naturlig växtlighet. Runt Mukigezi är det tätbefolkat, med 343 invånare per kvadratkilometer.